# 26340 Evamarková
(26340) Evamarková, denumire internațională (26340) Evamarkova, este un asteroid din centura principală de asteroizi.

## Descriere
26340 Evamarková este un asteroid din centura principală de asteroizi. A fost descoperit pe 13 decembrie 1998 la Observatorul Kleť de Jana Tichá și Miloš Tichý. Asteroidul prezintă o orbită caracterizată de o semiaxă mare de 2,36 ua, o excentricitate de 0,19 și o înclinație de 10,8° în raport cu ecliptica.